# ستيوارت سبرينغر
ستيوارت سبرينغر (بالإنجليزية: Stewart Springer)‏ هو عالم أسماك وأحيائي أمريكي، ولد في 1906، وتوفي في 1991.